# En quatrième vitesse
Pour l'album de Generation X sorti en 1981, voir Kiss Me Deadly.
Pour plus de détails, voir Fiche technique et Distribution.
En quatrième vitesse (Kiss Me Deadly) est un film policier américain de Robert Aldrich sorti en 1955. Adaptant un livre de Mickey Spillane, le film est considéré comme un classique du film noir et une des meilleures réussites de son auteur.

## Synopsis
Une nuit en rase campagne, Mike Hammer vient en aide à une inconnue, Christina, femme en fuite et affolée, qui s'est interposée devant la voiture. Ils sont rattrapés par les poursuivants et Hammer échappe de peu à la mort. À sa sortie de l'hôpital, il retrouve sa vie de détective privé. En enquêtant sur l'implication de Hammer dans l'affaire, le policier Pat Murphy attire son attention sur les mystères qui entourent le faux accident dont il a été victime. Comprenant que quelque chose d'important se joue derrière l'assassinat de Christina, Hammer mène sa propre enquête, avec l'aide de sa secrétaire, et maîtresse, Velda. Il retrouve le domicile de Christina, enquête parmi ce qui reste de ses connaissances car certains ont disparu dans des circonstances violentes. Ce faisant, Hammer évite plusieurs tentatives de meurtre.
Son enquête le mène chez un gangster de haut niveau : Carl Evello. Hammer comprend que tous les protagonistes de l'affaire, la police, les différentes bandes de gangsters et maintenant lui aussi, sont à la recherche d'un objet (un mac guffin) dont il ignore cependant la nature. Pendant ce temps, des informateurs mettent Velda sur plusieurs pistes. Alors que Pat Murphy dispose d'informations qu'il ne veut pas donner à Hammer, ce dernier parvient à retrouver Lily Carver, l'ex-colocataire de Christina, et qui va l'aider à remonter des pistes. Mais, dans l'ombre, un personnage dont, dans l'essentiel du film, on ne voit que les chaussures, tire les ficelles. Il va réussir à mettre la main le premier sur l'objet, non sans dégâts considérables pour lui et pour tous les protagonistes.

## Fiche technique
- Titre original : Kiss Me Deadly
- Titre français : En quatrième vitesse
- Réalisation : Robert Aldrich
- Scénario : A.I. Bezzerides, d'après le roman Kiss Me Deadly de Mickey Spillane
- Direction artistique : William Glasgow
- Décors : Howard Bristol
- Photographie : Ernest Laszlo
- Montage : Michael Luciano
- Son : Jack Solomon
- Musique : Frank De Vol
  - Chanson du générique : I'd Rather Have the Blues interprétée par Nat King Cole et Kitty White
- Production : Robert Aldrich
- Producteur exécutif : Victor Saville (non crédité)
- Société de production : Parklane Pictures Inc.
- Société de distribution : United Artists
- Pays d'origine :  États-Unis
- Langue originale : anglais
- Budget : 410 000 $ (est.)
- Format : Noir et blanc — 35 mm — 1,85:1 — Son monophonique (Glen Glenn Sound Co. Recording)
- Genre : Thriller, film noir
- Durée : 106 minutes
- Dates de sortie : 
  - États-Unis : 18 mai 1955 (Los Angeles)
  - France : 7 septembre 1955

## Production

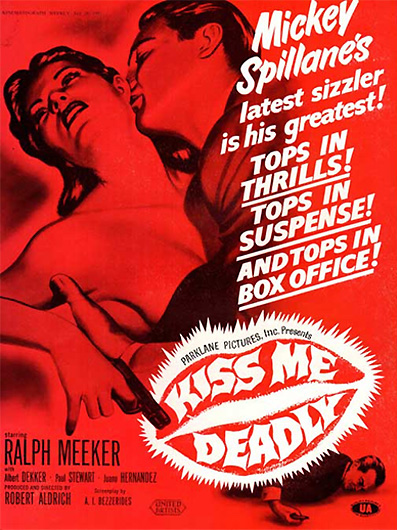
Affiche alternative du film.

### Adaptation du roman de Spillane
En quatrième vitesse,,, est l'adaptation d'un roman policier de Mickey Spillane, de la série Mike Hammer, qu'Aldrich transforme en cauchemar apocalyptique. Le personnage du privé Mike Hammer est un antihéros opportuniste, misogyne, brutal, cynique, dénué de toute compassion sauf pour sa secrétaire Velda, ne cherchant nulle vérité mais cherchant surtout à se sauver d'une situation malencontreuse, traversant les bagarres et fusillades en gardant une tenue impeccable sous les yeux mi amusés, mi soucieux de Velda, tout cela sur un fond d’anxiété paranoïaque.
Ni Aldrich ni le scénariste A.I. Bezzerides n'apprécient l'œuvre de Spillane et l'adaptation diverge du livre sur de nombreux points. Ainsi, là où le roman présente un réseau de trafiquants de drogue, le film fait référence aux dangers de la guerre nucléaire. La scène finale, une gigantesque explosion, est absente du roman.

### Point de vue d'Aldrich
D'après Robert Aldrich lui-même, ce film est une dénonciation du maccarthysme et d'une société américaine rongée par la peur, confrontée au péril nucléaire : 

« Le film traite de l'atroce période que ce pays a traversée pendant McCarthy et des suites qu'elle a eues. McCarthy n'était pas encore liquidé. Le procès commença à l'époque où le film sortit mais l'angoisse était encore là pendant que nous tournions. La référence au maccarthysme était notre seule justification théorique pour faire ce film. Nous ne voulions pas faire une adaptation de Spillane. Nous nous sommes servis de lui pour faire passer certains commentaires. »

Ainsi, dès ce premier film noir, Aldrich est en rupture avec le genre, accumulant violences, dureté, meurtres en cascade sur fond de pessimisme, de cynisme, de désenchantement.

### Tournage
Comme pour plusieurs séries B des années 1950, le tournage est assez rapide.
Le film fait d'ailleurs la part belle aux séquences automobiles qui lui donnent son rythme : Mike Hammer est dépeint comme un amateur de voitures rapides qu'il conduit à  tombeau ouvert.

## Accueil

### Réception critique
Aux États-Unis, le film est un échec commercial et se voit dénoncé par la commission présidée par le sénateur Kefauver qui lui reproche sa brutalité.[réf. nécessaire]
Mais, d'après le site Rotten Tomatoes le film est salué par la critique américaine avec un consensus le déclarant comme étant : « Un mélange curieux, surprenant et subversif autour de l'art et des affaires, Kiss Me Deadly s'impose comme un film noir de référence. »

La critique européenne fait de même. Ainsi, en France tout particulièrement, Robert Aldrich est applaudi aussi bien par Roger Tailleur de Positif que par François Truffaut ou par les Cahiers du cinéma, extrêmement enthousiastes. Ce film est pour eux « un des films américains les plus marquants de ces dix dernières années ». Ils y voient l'influence d'Orson Welles. Ainsi, considérant que, d'un point de vue esthétique la forme colle au fond, Charles Bitsch écrit que, par rapport à La Dame de Shanghai, 

« Aldrich, phénomène de la caméra dont l'imagination visuelle n'a d'égale que l'assurance, n'arrête de nous étonner et de nous plonger dans la plus totale perplexité. Pour lui plus de lois, plus de tabous : les plans peuvent être aussi vertigineux que diamétralement opposés, impossible n'est pas américain. Il nous fait assister à la lutte implacable du blanc sur le noir : masses d'ombre qui s'entrecroisent ou se heurtent, zébrées d'éclairs blancs. Désintégration du montage, explosion de l'image : voilà le premier cinéaste de l'ère atomique,. »

Mais les Cahiers précisent aussi que ce « sera un film "maudit" car qui va oser prendre au sérieux une histoire de Mickey Spillane où les cadavres alternent avec les jolies filles, futurs cadavres ? ».
C'est ainsi qu'on trouve la critique de Radio Cinéma Télévision qui trouve que « En quatrième vitesse ne présente aucun intérêt ni aucune particularité qui vaille d’être signalée » car « tout se passe comme dans un film policier ordinaire de deuxième série. C’est-à-dire que nous reconnaissons sur l’écran le jeune et sympathique détective […] ainsi que les habituels tueurs et les rituelles blondes ou brunes plus ou moins inquiétantes. »
Sous cette apparence de film de genre sans plus d'intérêt que d'autres, Jacques Doniol-Valcroze dans France Observateur considère lui aussi que « nous voilà loin du film policier de série. Dans ce défi aux lois du genre, Aldrich a jeté pêle-mêle les armes de son jeune talent : le lyrisme, le sens du pathétique, du paroxysme, sa façon de couper court à ses meilleurs effets, son goût des visages détaillés sans pitié, son sens profond de l’équilibre sonore du film, sa réussite dans des procédés faciles […], enfin ce don qui ne peut s’acquérir : un style d’une vigueur et d’une concision surprenante, en dépit de certains bâclages et de grandes pauvretés de mise en scène… dus sans doute à la modicité du budget. »
Par son âpreté et son pessimisme, En quatrième vitesse constitue un tournant dans l'histoire du film noir. Comme l'indique le critique Claude Beylie dans son ouvrage Les Films clés du cinéma, le film « marque la fin de la tradition romantique du film noir, ouverte par Le Faucon maltais. Il annonce un courant réaliste, illustré par les films de Richard Fleischer, Don Siegel et Clint Eastwood. »

### Reconnaissance
En quatrième vitesse est inscrit au National Film Registry de la Bibliothèque du Congrès en 1999.